# Cantonul Valenton
Cantonul Valenton este un canton din arondismentul Créteil, departamentul Val-de-Marne, regiunea Île-de-France, Franța.

## Comune
| Comune                                    | Populație (1999) | Cod poștal | Cod INSEE |
| ----------------------------------------- | ---------------- | ---------- | --------- |
| Valenton                                  | 11 426           | 94 460     | 94 074    |
| Villeneuve-Saint-Georges, commune entière | 28 361           | 94 190     | 94 078    |